# Богдан Яків Іванович
Яків Іванович Богдан (1922, село Гостролуччя, Переяславський повіт, Полтавська губернія, Української СРР — 13 січня 1943, село Липки, Мгинский район, Ленінградська область, РРФСР, СРСР) — командир 5-ї стрілецької роти 533-го стрілецького полку 128-ї стрілецької дивізії 2-ї ударної армії Волховського фронту, старший лейтенант. В бою закрив грудьми амбразуру ворожого кулемета.

## Біографія
Народився в 1922 році в селі Гостролуччя (нині Баришівський район Київської області). Його батько працював у Всеросійській надзвичайній комісії. Після закінчення школи пішов працювати у залізничному депо.
10 липня 1941 року Баришівським районним військовим комісаріатом був призваний до лав Червоної армії. 10 вересня — зарахований на короткострокові курси молодших лейтенантів, проходив навчання в місті Молотов. Наступного року був направлений на Волховський фронт, зарахований до складу 128-ї стрілецької дивізії. 1 липня 1942 року отримав поранення.
Перед операцією з прориву блокади Ленінграда в січні 1943 року, займав посаду командира 5-ї стрілецької роти 533-го стрілецького полку 128-я стрілецької дивізії. Його військова частина займала позиції на краю правого флагу 2-ї ударної армії, біля берега Ладозького озера і вела наступ на міцно укріплений опорний пункт в селі Липки. У перший день наступу, 12 січня 1943 року радянські війська змогли прорвати оборону на південь від Липок, але були зупинені фланговим вогнем з добре обладнаних дзотів, котрі розташовувалися на висоті на південній околиці села.
Наступного дня ворог продовжував шалено оборонятися. Командир роти, підібрався до дзота, замаскованого серед могил на кладовищі і закидав його гранатами, але кулемет знову відкрив вогонь. Тоді старший лейтенант Богдан накрив амбразуру своїм тілом, і загинув. Ціною власного життя двадцятирічний юнак врятував роту і виконав бойове завдання.
20 січня, у газеті «Правда», була надрукована стаття «До рідного Ленінграду», в якій описувався подвиг Якова Богдана:
|  | ...Згубний вогонь німецького дзоту затримував просування нашого стрілецького підрозділу. Бійці залягли. Тоді комсомолець Яків Богдан підповз впритул до дзота і своїм тілом закрив амбразуру. Ворожий кулемет дав останню чергу і замовк. Дев'ять куль пробили комсомольський квиток на грудях молодого героя... |

Був представлений до нагородження орденом Леніна, але посмертно отримав медаль «За відвагу».
Похований на дивізіонному цвинтарі біля села Верхня Назія. У 1954 році останки Якова Богдана були перепоховані у братській могилі села Путилово.
Нині школа села Гостролуччя та одна з його вулиць носить ім'я Якова Богдана. В краєзнавчому музеї Баришівки є окрема експозиція, де зібрані відомості про героя і його подвиг.

## Факти
- Під час Німецько-радянської війни червоноармійці неодноразово закривали своїми тілами амбразури ворожих дзотів. Найбільш відомим є подвиг рядового Олександра Матросова.
- Більшість «матросівців» стали Героями Радянського Союзу, інших нагороджували орденами: Вітчизняної війни, Бойового Червоного Прапора, Леніна. 26-ть героїв взагалі залишилися без нагород (у тому числі, уродженці України Костянтин Ємельяненко[ru] і Яків Пилипенко). Яків Богдан є єдиним, серед цих героїв, кого нагородили медаллю.